# Trachinotus carolinus
 Trachinotus carolinus és una espècie de peix de la família dels caràngids i de l'ordre dels perciformes.

## Morfologia
Els mascles poden assolir els 64 cm de longitud total.

## Distribució geogràfica
Es troba a l'Atlàntic occidental: des de Massachusetts (Estats Units) fins al Brasil, incloent-hi el Golf de Mèxic i les Índies Occidentals. És absent de les Bahames.